# Theil-sur-Vanne
Theil-sur-Vanne és un municipi francès, situat al departament del Yonne i a la regió de Borgonya - Franc Comtat. L'any 2007 tenia 533 habitants.

## Demografia

### Població
El 2007 la població de fet de Theil-sur-Vanne era de 533 persones. Hi havia 182 famílies, de les quals 24 eren unipersonals (12 homes vivint sols i 12 dones vivint soles), 59 parelles sense fills, 91 parelles amb fills i 8 famílies monoparentals amb fills.
La població ha evolucionat segons el següent gràfic:
Habitants censats

### Habitatges
El 2007 hi havia 212 habitatges, 183 eren l'habitatge principal de la família, 21 eren segones residències i 7 estaven desocupats. 209 eren cases i 2 eren apartaments. Dels 183 habitatges principals, 161 estaven ocupats pels seus propietaris, 16 estaven llogats i ocupats pels llogaters i 6 estaven cedits a títol gratuït; 6 tenien dues cambres, 16 en tenien tres, 52 en tenien quatre i 109 en tenien cinc o més. 138 habitatges disposaven pel capbaix d'una plaça de pàrquing. A 61 habitatges hi havia un automòbil i a 113 n'hi havia dos o més.

### Piràmide de població
La piràmide de població per edats i sexe el 2009 era:
| Homes | Edats   | Dones |
| ----- | ------- | ----- |
| 0     | 95 o +  | 0     |
| 4     | 90 a 94 | 0     |
| 0     | 85 a 89 | 0     |
| 0     | 80 a 84 | 4     |
| 4     | 75 a 79 | 8     |
| 8     | 70 a 74 | 0     |
| 4     | 65 a 69 | 8     |
| 8     | 60 a 64 | 4     |
| 20    | 55 a 59 | 16    |
| 8     | 50 a 54 | 20    |
| 32    | 45 a 49 | 24    |
| 12    | 40 a 44 | 8     |
| 36    | 35 a 39 | 44    |
| 16    | 30 a 34 | 20    |
| 16    | 25 a 29 | 8     |
| 4     | 20 a 24 | 12    |
| 32    | 15 a 19 | 4     |
| 24    | 10 a 14 | 28    |
| 16    | 5 a 9   | 24    |
| 16    | 0 a 4   | 24    |

## Economia
El 2007 la població en edat de treballar era de 365 persones, 286 eren actives i 79 eren inactives. De les 286 persones actives 260 estaven ocupades (139 homes i 121 dones) i 26 estaven aturades (16 homes i 10 dones). De les 79 persones inactives 23 estaven jubilades, 25 estaven estudiant i 31 estaven classificades com a «altres inactius».

### Ingressos
El 2009 a Theil-sur-Vanne hi havia 191 unitats fiscals que integraven 528 persones, la mediana anual d'ingressos fiscals per persona era de 17.647 €.

### Activitats econòmiques
Dels 7 establiments que hi havia el 2007, 1 era d'una empresa alimentària, 2 d'empreses de construcció, 2 d'empreses de comerç i reparació d'automòbils, 1 d'una empresa d'hostatgeria i restauració i 1 d'una empresa classificada com a «altres activitats de serveis».
Dels 2 establiments de servei als particulars que hi havia el 2009, 1 era un electricista i 1 restaurant.
L'únic establiment comercial que hi havia el 2009 era una fleca.
L'any 2000 a Theil-sur-Vanne hi havia 3 explotacions agrícoles que ocupaven un total de 780 hectàrees.

## Equipaments sanitaris i escolars
El 2009 hi havia 1 escola maternal integrada dins d'un grup escolar amb les comunes properes formant una escola dispersa i 1 escola elemental integrada dins d'un grup escolar amb les comunes properes formant una escola dispersa.

## Poblacions més properes
El següent diagrama mostra les poblacions més properes.